# Laurent Mangel
 For alternative betydninger, se Mangel. (Se også artikler, som begynder med Mangel)
Laurent Mangel (født 22. maj 1981) er en fransk tidligere professionel cykelrytter.